# Jon Morcillo
Jon Morcillo Conesa (Amorebieta-Etxano, 15 settembre 1998) è un calciatore spagnolo, attaccante dell'Albacete.

## Caratteristiche tecniche
È un'ala sinistra.

## Carriera
Nato ad Amorebieta-Etxano nei Paesi Baschi, ha giocato nelle giovanili di Amorebieta e Durango, prima di entrare nel settore giovanile dell'Athletic Bilbao. Inizialmente inserito nel Baskonia, è stato promosso al Bilbao Athletic dove dopo una prima stagione di ambientamento si è imposto come titolare collezionando 29 presenze e segnando 10 reti nella stagione 2019-2020 di Segunda División B.
L'8 maggio 2020 ha rinnovato il proprio contratto fino al 2023 ed è stato promosso in prima squadra, con cui ha debuttato il 12 settembre seguente in occasione dell'incontro perso 2-0 contro il Granada.
Il 2 gennaio 2022 viene ceduto in prestito al Real Valladolid.

## Palmarès

### Club

#### Competizioni nazionali
- Supercoppa di Spagna: 1

Athletic Bilbao: 2021